# RRG Professor
Der Professor war ein einsitziges Segelflugzeug, das als Konstruktion von Alexander Lippisch bei der Rhön-Rossitten-Gesellschaft (RRG) entstand.

## Konstruktion
Unter bewusst einfacher Auslegung entstand ein mit V-förmigen Streben gestützter Hochdecker mit dreigeteilter Tragfläche mit 16 Metern Spannweite. Der Rumpf mit sechseckigem Querschnitt hatte ein Normalleitwerk.

## Nutzung
Am 8. August 1928 erflog Robert Kronfeld beim Rhön-Segelflugwettbewerb 1928 auf Rhöngeist, dem Professor-Prototyp, mit 7 Stunden 54 Minuten den Dauerflug-Preis.

## Technische Daten
| Kenngröße             | Daten      |
| --------------------- | ---------- |
| Besatzung             | 1          |
| Länge                 | 7,00 m     |
| Spannweite            | 16,10 m    |
| Höhe                  |            |
| Flügelfläche          | 18,60 m²   |
| Tragflächenbelastung  | 13,0 kg/m² |
| Flügelstreckung       | 14         |
| Flügelprofil          | Gö 549     |
| Gleitzahl             |            |
| Geringstes Sinken     |            |
| Zuladung              |            |
| Rüstmasse             |            |
| Flugmasse             | 246 kg     |
| Höchstgeschwindigkeit |            |